# 日本の話芸
『日本の話芸』（にほんのわげい）は、NHKのテレビで1991年4月5日から放送されている話芸番組である。

## 概要
毎週、おおむね50歳以上のベテランクラスの一演者が落語、または講談を演じ上げる。1回の放送で出演する演者は1名だけである。番組開始から1993年までは浪曲、漫才、漫談なども取り上げられた。
江戸落語の場合は東京都内で開催される「NHK東京落語会」、上方落語の場合はNHK大阪ホールで開催の「NHK上方落語の会」、講談の場合は東京・浅草木馬亭での収録や「NHK講談大会」で公開録画で収録した映像が放送される。
基本的には収録時のままで放送されるが、一部マクラ部分や落語本編でも編集でカットされて放送される事もある。演目終了後、その週の演者のモノローグ（演題に関するうんちくやエピソードなど）を放送することもある。
当初は小沢昭一によるナレーション「舌耕という言葉があります。舌で耕す。何を耕すのでしょう。人の心をです。（以下略）」がオープニングであった。しかし「舌耕」の「耕」は稼ぐの意味であり、意味としては正しくない。1995年前後にこのナレーションは廃止され、林家木久蔵が江戸時代の子供の様子を描いた絵に変わった。
2020年3月までのオープニングとエンディングで、番組テーマ音楽と共に放送の演者名・演目名（時折作者名も）の文字の背景に映される絵は、林家木久扇（前名：初代林家木久蔵）の作品である。音声多重放送で放送され、第二音声では「動作」等のアナウンスがされる。
2013年4月7日に番組がリニューアルされ、1990年代半ばより使用された林家木久扇の絵と番組テーマ音楽（宗次郎の「FRIENDS」）が変更された。
2020年4月に再度番組フォーマットがリニューアルされ、前述のオープニングとエンディングのテーマ音楽と背景絵を廃止。登壇前の舞台をバックにオープニングタイトルを表示した後に当日の演者が楽屋等から登場し、当日の演目を紹介したり抱負を述べる場面が挿入されるようになった。2021年度には番組最後の「日本の話芸」と出演者・演目を表示している画面での「終/NHK（大阪）」表記が廃止された。
2011年頃より番組は29分となっている。
番組製作は、落語、講談の放送時はNHK放送センターとNHKエンタープライズであり、上方落語の放送時はNHK大阪放送局とNHKプラネット近畿である。

## 放送時間
特に断りが無い場合はEテレでの放送。以下の時刻は全て日本標準時。

### 現在
- 本放送：日曜日 14:00 - 14:30（2013年4月7日 - ）[1]
- 再放送：金曜日 13:40 - 14:10（2024年4月5日 - ）

NHKワールド・プレミアム
- 水曜日 14:30 - 15:00

### 過去

#### 本放送
- 1991年4月5日 - 1992年4月3日：金曜日 23:00 - 23:30[2]
- 1992年4月10日 - 1993年4月2日：金曜日 23:25 - 23:55[3]
- 1993年4月11日 - 1995年4月2日：日曜日 23:45 - 翌0:15[4]
- 1995年4月7日 - 1996年3月29日：金曜日 22:00 - 22:30[5]
- 1996年4月6日 - 1997年4月5日：土曜日 23:45 - 翌0:15[6]
- 1997年4月10日 - 1998年3月19日：木曜日 12:30 - 13:00[7]
- 1998年4月11日 - 1999年3月20日：土曜日 13:30 - 14:00[8]
- 1999年4月10日 - 2002年3月23日：土曜日 12:00 - 12:30[9]
- 2002年4月6日 - 2004年3月20日：土曜日 13:45 - 14:15[10]
- 2004年4月3日 - 2005年4月2日：土曜日 14:15 - 14:45
- 2005年4月9日 - 2008年3月15日：土曜日 13:45 - 14:15[11]
- 2008年4月1日 - 2011年3月22日：火曜日 14:00 - 14:30[12]
- 2011年4月1日 - 2013年3月29日：金曜日 21:30 - 22:00[13]

#### 再放送

##### 教育→Eテレ
- 1991年4月12日 - 1992年4月3日：金曜日 15:00 - 15:30
- 1992年4月10日 - 1993年3月26日：金曜日 13:30 - 14:00
- 1994年4月6日 - 1995年3月22日：水曜日 15:00 - 15:30
- 1995年4月14日 - 1996年3月22日：金曜日 13:00 - 13:30
- 1996年4月11日 - 1997年3月20日：木曜日 15:00 - 15:30
- 2009年3月30日 - 2011年3月21日：月曜日 5:05 - 5:35
- 2011年3月28日 - 2022年3月21日：月曜日 15:00 - 15:30
- 2022年4月4日 - 2024年3月：月曜日 5:30 - 6:00

##### 総合
- 1997年4月21日 - 1998年3月16日：月曜日 14:05 - 14:35
- 1998年4月5日 - 2001年9月9日：日曜日 5:05 - 5:35
- 2001年9月30日 - 2004年3月28日：日曜日 5:10 - 5:40
- 2004年4月4日 - 2009年3月29日：日曜日 5:15 - 5:45
- 2009年4月5日 - 2010年3月28日：日曜日 4:30 - 5:00
- 2010年4月3日 - 2022年4月2日：土曜日 4:30 - 5:00

## 番組テーマ音楽
2013年4月 - 2020年3月
「音紬ぎ」（作曲：狩野泰一・宮本貴奈、演奏：狩野泰一〔篠笛〕・宮本貴奈〔ピアノ〕）
- 2013年4月
「FRIENDS」（作曲、演奏 ：宗次郎）
2020年4月以降の新規収録分はテーマ曲が廃止されている。

## DVD
- NHK DVD「日本の話芸」特撰集 -ことば一筋、話芸の名手たちの競演会- 落語編一（アミューズソフトエンタテインメント、2006年）
- NHK DVD「日本の話芸」特撰集 -ことば一筋、話芸の名手たちの競演会- 落語編二（アミューズソフトエンタテインメント、2006年）
- NHK DVD「日本の話芸」特撰集 -ことば一筋、話芸の名手たちの競演会- 落語編三（アミューズソフトエンタテインメント、2006年）
- NHK DVD「日本の話芸」特撰集 -ことば一筋、話芸の名手たちの競演会- 落語編四（アミューズソフトエンタテインメント、2006年）